# Барантон Бињи
Барантон Бињи (фр. Barenton-Bugny) насеље је и општина у североисточној Француској у региону Пикардија, у департману Ен (Пикардија) која припада префектури Лаон.
По подацима из 2011. године у општини је живело 578 становника, а густина насељености је износила 50,79 становника/km². Општина се простире на површини од 11,38 km². Налази се на средњој надморској висини од 68 метара (максималној 96 m, а минималној 64 m).

## Демографија
| 1962. | 1968. | 1975. | 1982. | 1990. | 1999. | 2011. |
| ----- | ----- | ----- | ----- | ----- | ----- | ----- |
| 509   | 519   | 489   | 527   | 578   | 533   | 578   |

График промене броја становника у току последњих година